# Nodalla (Nodalla) geyri
Nodalla (Nodalla) geyri is een insect uit de familie van de Berothidae, die tot de orde netvleugeligen (Neuroptera) behoort. 
Nodalla (Nodalla) geyri is voor het eerst wetenschappelijk beschreven door Esben-Petersen in 1920.